# Laxmisagara, Channagiri
Laxmisagara là một làng thuộc tehsil Channagiri, huyện Davanagere, bang Karnataka, Ấn Độ.